# Cannabis em Macau
Cannabis em Macau é ilegal, mas o território tem sido usado para o contrabando ilegal de cannabis. Macaua é indicado, juntamente com o Japão, Cingapura e Hong Kong, como uma área onde a cannabis comanda preços de varejo particularmente alta.
Para o período 2007-2011, as  prisões cannabis comporem até 5-6% dos casos de drogas no território, em comparação com 37-45% para a cetamina, a droga mais comumente encontrado.